# 고야구치역
고야구치역(일본어: 高野口駅, こうやぐちえき)은 일본 와카야마현 하시모토시에 있는 서일본 여객철도의 철도역이다.

## 역 구조
상대식 2면 2선 구조의 지상역으로, 교행 설비가 갖추어져 있다. 역사쪽 승강장이 하행선이고, 반대쪽 승강장과는 과선교로 연결되어 있다.
역 업무는 JR 서일본 멘틱이 대신 하고 있다.

### 승강장
| 1 | ■ 와카야마 선 | 고카와 · 와카야마 방면 |
| 2 | ■ 와카야마 선 | 하시모토 · 고조 방면   |

## 역사
- 1901년 3월 29일 - 기와 철도의 하시모토 역 ~ 묘지 역 사이에 "나구라 역"이라는 이름으로 개업했다. 1903년 1월 1일 지금의 이름으로 고쳐졌다.
- 1907년 10월 1일 - 국유화에 따라 일본국유철도의 소속이 되었다.
- 1987년 4월 1일 - 민영화에 따라 서일본 여객철도의 소속이 되었다.

## 인접역
| 서일본 여객철도 와카야마 선 | 서일본 여객철도 와카야마 선 | 서일본 여객철도 와카야마 선 |
| --------------------------- | --------------------------- | --------------------------- |
| 기이야마다 오지 방면        | ■ 와카야마 선               | 나카이부리 와카야마 방면    |